# Bivacco Ettore Canzio
Das Bivacco Ettore Canzio ist eine Biwakschachtel der Sektion Club Alpino Accademico Italiano des Club Alpino Italiano im italienischen Val Ferret. Es befindet sich in einer Höhe von 3810 m s.l.m. im östlichen Bereich des Mont-Blanc-Massivs nahe der Grandes Jorasses auf dem Gebiet der Gemeinde Courmayeur.

## Beschreibung
Das im Jahr 1961 anstelle des abgegangenen Bivacco Città di Monza errichtete Biwak verfügt weder über fließendes Wasser noch über Elektrizität. Das Biwak wurde nach Ettore Canzio, dem ersten Präsidenten und Gründer des Club Alpino Accademico Italiano, benannt.

## Zugang
Das Biwak wird in etwa sechs Stunden vom Rifugio Torino erreicht. Eine andere Zugangsmöglichkeit besteht vom Rifugio Boccalatte.

## Routen
- Überschreitung vom Rifugio Torino zu den Grandes Jorasses